# Schriftmuseum Rudolf Blanckertz
Das Schriftmuseum Rudolf Blanckertz war ein privates Designmuseum mit dem Schwerpunkt Grafik in Berlin, das von 1898 bis in die 1940er Jahre existierte.

## Geschichte
Rudolf Blanckertz, Sohn des Mitbegründers der ersten deutschen Stahlfederfabrik Heintze & Blanckertz und leidenschaftlicher Sammler und Schriftenforscher, eröffnete im Jahr 1898 in seinen Fabrikgebäuden ein Museum mit dem Namen Schriftmuseum. Eine Besichtigung war mit vorheriger Anmeldung möglich.
Die Sammlung umfasste rund 1100 Objekte, darunter Grafiken und Handschriften von den ersten Hochkulturen bis zur Neuzeit, wobei der Schwerpunkt der Exponate im Bereich Grafikdesign lag. Es befand sich in der Georgenkirchstraße 44 in der Nähe des Alexanderplatzes in Berlin. 
Das Museum richtete die Ausstellung Technik der Schrift im Deutschen Museum ein.
Während des Zweiten Weltkriegs und in der Nachkriegszeit ging ein großer Teil der Exponate verloren. Das zerstörte Museum wurde nicht mehr wiedererrichtet aber die Familie Blanckertz, insbesondere der Sohn Klaus Blanckertz, Unternehmer, Schriftforscher und Verleger, sammelte weiter.
Nach 1945 wurde die Firma Heintze & Blanckertz wegen zu erwartender Enteignung nach Frankfurt am Main verlegt und die Sammlung des Museums nach dem Tod von Klaus Blanckertz 1981 mehrheitlich an das Gutenberg-Museum in Mainz verkauft. Dort wird sie seitdem als Sammlung Blanckertz geführt.

## Ausstellungen (Auswahl)
- Die Schrift der Deutschen, 19. Mai bis 14. Juni 1935
- Rudolf Koch Gedenkausstellung, 1935
- Der Schriftkünstler Emil Rudolf Weiß, November 1935 bis Januar 1936
- Schrift und Formgestaltung, 1936
- Schriftschaffen an der Kunstgewerbeschule Offenbach, 1936
- Schrift und Formgestaltung in England, 1936. Mit Vorträgen von E. Hölscher und Anna Simons
- Johannes Boehland, 1938[3]
- Otto Hupp, das Werk eines deutschen Künstlers, 24. April bis 30. Juni 1939